# Éducation à la paix

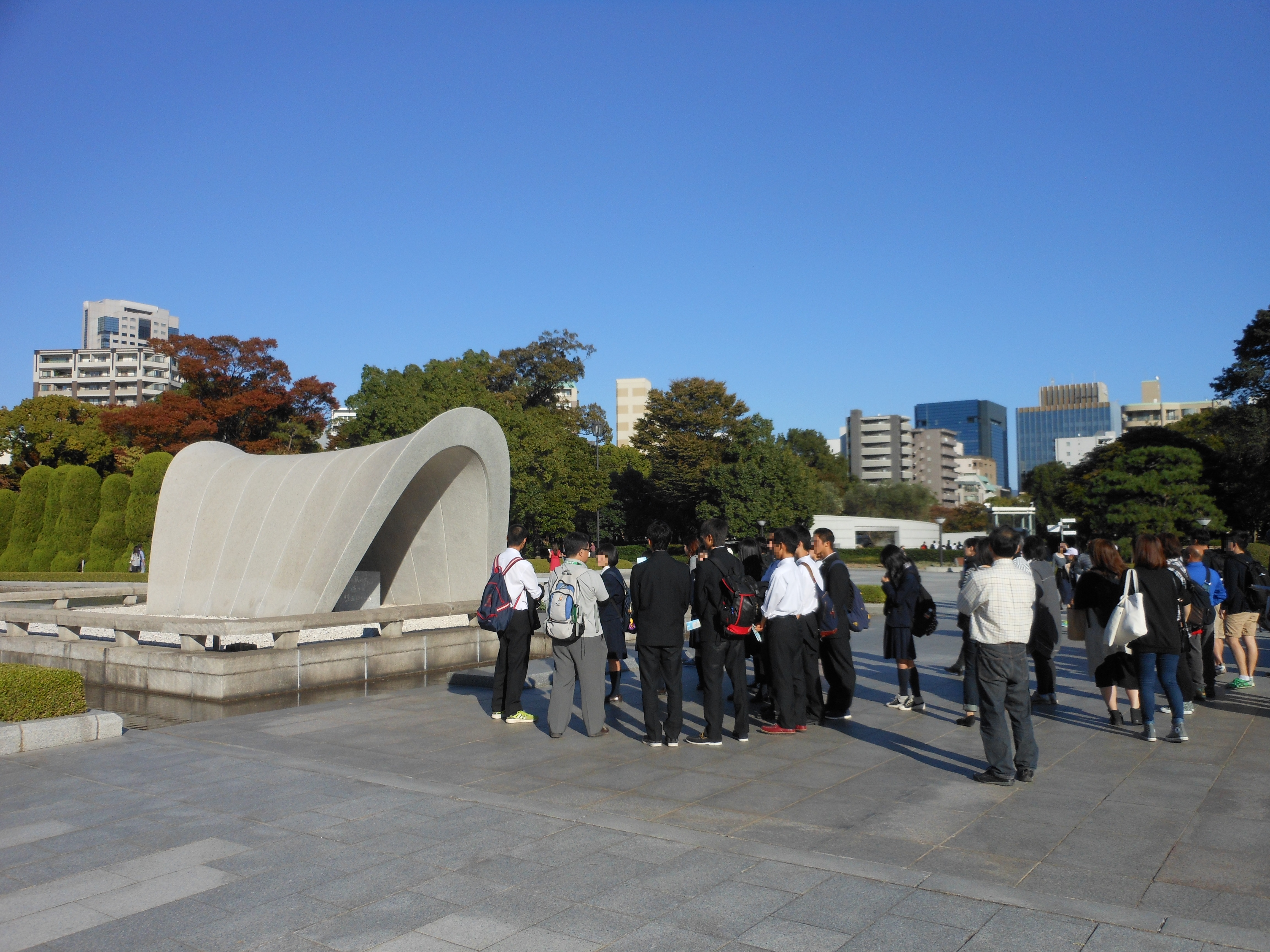
Scène d'une éducation à la paix, au parc commémoratif de la paix d'Hiroshima

L'éducation à la paix renvoie au processus d'acquisition des valeurs, des connaissances, des compétences et des comportements nécessaires pour vivre en harmonie avec soi-même, son environnement et les autres. Elle peut s'effectuer dans un cadre académique, en milieu professionnel ou encore dans la sphère privée au quotidien.
Ban Ki-moon, ancien secrétaire général des Nations unies, a consacré la Journée internationale de la paix 2013 à l'éducation à la paix pour rappeler son importance en tant que moyen d'instaurer une culture de la paix durable. Cette dernière est définie par l'ONU comme « un ensemble de valeurs, attitudes, comportements et modes de vie qui rejettent la violence et préviennent les conflits en s'attaquant à leurs racines par le dialogue et la négociation entre les individus, les groupes et les États ».
L'éducation à la paix en tant que droit est aujourd'hui de plus en plus soulignée par les chercheurs sur le thème plus large de la paix tels que Betty Reardon et Douglas Roche. Il y a notamment eu un rapprochement récent entre l'éducation à la paix et l'éducation aux droits de l'Homme.

## Définition et origine
L'éducation à la paix émerge de l'envie d'institutionnaliser ses enseignements afin d'acquérir plus facilement les outils nécessaires à la non-violence, notamment dans la résolution de conflits.
Son développement remonte à la période de l'entre-deux guerres, lorsque la forme que devait prendre cette éducation commençait à faire débat. Elly Hermon distingue plusieurs clivages : tout d'abord, les partisans d'un enseignement objectif sur la paix et les conflits, et ceux qui mettent en avant l'importance de la promotion des valeurs favorables à la paix. Est ensuite apparu dans les années soixante-dix un clivage spécialisation/globalisation, caractérisé par le choix entre étudier des sous-branches de la paix et l'adoption d'une approche plus générale à son maintien avec le « développement d'une culture de paix à l'échelle planétaire par la recherche des solutions structurelles aux causes profondes des conflits » (Hermon, 78).
Depuis les premières décennies du XXe siècle, les programmes d'éducation à la paix dans le monde regroupent un éventail de thèmes adjacents, incluant les relations internationales, les techniques de résolution des conflits, la tolérance de la diversité, l' égalité des sexes et beaucoup d'autres.
L'éducation se veut préventive, mais permet aussi d'aller plus loin en trouvant des solutions après l'analyse des racines d'un conflit. Selon Roberto Miguelez, l'apprentissage du dialogue serait la clé pour parvenir au consensus.

## Approches

### Résolution de conflits
L'éducation à la paix centrée sur la résolution des conflits se concentre généralement sur les symptômes socio-comportementaux de ce dernier, formant les individus à résoudre les conflits interpersonnels grâce à des techniques de négociation et de médiation. Apprendre à gérer les émotions négatives pour ensuite pouvoir améliorer la communication grâce à des compétences telles que l'écoute, l'identification des besoins de chacun et la séparation entre faits et ressentis, constituent les principaux éléments de cet enseignement. Ceux qui en bénéficient sont également encouragés à réfléchir ensemble pour trouver l'issue la plus pacifique possible.

### Éducation à la démocratie
L'éducation à la paix centrée sur l'éducation à la démocratie se concentre généralement sur les processus politiques associés aux conflits et postule qu'une participation démocratique accrue diminue la probabilité que les sociétés résolvent les conflits par la violence et la guerre. Elle cherche à favoriser la pensée critique, le débat, les valeurs de liberté d'expression, de tolérance de la diversité et le compromis. Ainsi, elle apprend aux étudiants à considérer le conflit non-violent comme un événement positif, sa résolution étant le résultat de l'ouverture d'esprit et de la créativité.
L'objectif principal de cette approche est d'amener les citoyens à tenir leurs gouvernements responsables des normes de paix. Ces derniers «assument le rôle du citoyen qui prend des décisions, prend des positions, fait valoir des positions et respecte les opinions des autres», compétences sur lesquelles se base une démocratie multipartite. En suivant l'hypothèse que la démocratie diminue la probabilité de violence et de guerre, on suppose que ce sont les mêmes compétences qui seront nécessaires pour créer une culture de la paix.

### Éducation aux droits de l'Homme
L'éducation aux droits de l'homme promeut la tolérance, la solidarité, l'autonomie et l'affirmation de soi tant au niveau individuel que collectif. Elle se concentre généralement sur les mesures à prendre pour créer une communauté mondiale pacifique. Cette dernière se résume par la possibilité et le désir des Hommes d'exercer leurs libertés personnelles et être légalement protégés contre la violence et l'oppression.
Elle met en avant l'étude des pactes internationaux du système des Nations unies, telle que la Déclaration universelle des droits de l'homme.
L'éducation aux droits de l'Homme « se heurte à une élaboration continue, à un écart important entre la théorie et la pratique et à des défis fréquents quant à sa validité ». Elle peut ainsi elle-même devenir source de conflit, d’où l'importance de promouvoir le dialogue dans le cadre d'une approche pacifique dans la compréhension et l'application de ces droits.

### Approche critique
L'éducation critique pour la paix (Bajaj 2008, 2015 ; Bajaj & Hantzopoulos 2016 ; Trifonas & Wright 2013) dénonce la forme que prendrait l'éducation à la paix. Selon eux, elle reproduit un modèle occidental à travers la méthode pédagogique adoptée, avec notamment la promotion d'une vision interventionniste (Salomon, 2004). Le projet d'éducation critique à la paix définit toutefois l'espace éducatif comme un vecteur d'émancipation où les élèves et les enseignants deviennent des agents de changement en prenant conscience des iniquités et des préjugés passés et présents.

### Approche intégrative
A travers ses ouvrages, H.B. Danesh propose une « Théorie intégrative de la paix » comprise comme une réalité psychologique, sociale, politique, morale et spirituelle. Alors que les comportements favorisant les conflits sont caractéristiques des phases antérieures du développement humain, les attitudes favorisant l'unité émergent dans les phases ultérieures du développement personnel lorsqu'il est sain. L'éducation pour la paix, dit-il, doit donc se concentrer sur le bon développement de la conscience humaine en aidant les gens à analyser et transformer leur vision du monde. Celle-ci est définie par des influences culturelles, familiales, historiques, religieuses et sociétales, et donne une certaine vision de l'existence et des principes régissant les relations humaines.
Or selon Danesh, la plupart des individus dans le monde possèdent par ces influences une vision du monde basée sur les relations conflictuelles. C'est donc grâce à l'acquisition d'une vision du monde plus intégrative et basée sur l'unité que l'Homme pourra atténuer les conflits et établir des cultures de paix durables, autant à l'échelle individuelle qu'internationale.

## Critique
L'idée de la paix étant souvent liée aux valeurs démocratiques, il est difficile d'adopter une approche politique et idéologique neutre dans la construction de son enseignement.
Comme le souligne Toh Swee-Hin, chaque approche d'éducation à la paix possède ses propres théories et ses propres pratiques. D'autres auteurs, tels que Clarke-Habibi (2005), considèrent qu'il est nécessaire de développer une théorie commune à ces approches. « Une composante essentielle de cette théorie intégrée doit également être la reconnaissance qu'une culture de la paix ne peut que résulter d'un processus de transformation à la fois individuelle et collective ».
Plus récemment[évasif], des tentatives ont été faites pour établir une telle théorie. Joachim James Calleja a suggéré qu'une base philosophique pour l'éducation à la paix pourrait se trouver dans la notion kantienne du devoir. James Page, lui, propose de voir une justification de l'éducation à la paix dans l'éthique de la vertu.
Robert L. Holmes affirme enfin qu'une présomption morale contre la violence existe déjà parmi les nations civilisées. Sur la base de cette présomption d'interdiction, il expose plusieurs valeurs philosophiques pour la résolution non violente des conflits entre les nations au niveau international, tel que le pacifisme.